# Zipoetes II av Bithynien
Zipoetes II av Bithynien, död 276 f. Kr., var regerande kung av Bithynien mellan 279 f. Kr. - 276 f. Kr.